# Фултон (Калифорнија)
Фултон (енгл. Fulton) насељено је место без административног статуса у америчкој савезној држави Калифорнија.

## Демографија
По попису из 2010. године број становника је 541.
| Група             | 2000.    | 2010.       |
| Белци             | 0 (0,0%) | 320 (59,1%) |
| Афроамериканци    | 0 (0,0%) | 3 (0,6%)    |
| Азијати           | 0 (0,0%) | 11 (2,0%)   |
| Хиспаноамериканци | 0 (0,0%) | 186 (34,4%) |
| Укупно            | 0        | 541         |